# Yoshikazu Cho
Yoshikazu Cho (Osaka, 3 de outubro de 1953) é um ex-ciclista olímpico japonês. Cho representou seu país nos Jogos Olímpicos de Verão de 1972 e na edição de 1976.